# Künstlerroman
Künstlerroman ([ˈkʏnstlɐ.roˌmaːn]) es un término alemán que designa una novela cuyo núcleo es la figura del artista (Künstler) y en la que se narra la evolución y el destino de este. Se trata, por lo tanto, de una subcategoría del Bildungsroman (otro término alemán, que designa la novela de aprendizaje y autoformación) surgido durante el siglo XVIII, en el periodo del Romanticismo temprano.
El primer Künstlerroman alemán es Ardinghello y las islas afortunadas (Ardinghello und die glückseeligen Inseln), de Wilhelm Heinse (1787); otras obras conocidas son Martin Eden (1908), de Jack London, y La muerte en Venecia (Der Tod in Venedig), de Thomas Mann (1912).
Obras españolas de ese género son, por ejemplo, La novela de mi amigo, de Gabriel Miró (1908), Camino de perfección, de Pío Baroja (1902), o La novela de un novelista (1921), de Armando Palacio Valdés.